# Posicionamentos de Elon Musk
Os posicionamentos de Elon Musk têm sido frequentemente descritos como libertários, em grande parte devido à sua oposição aos confinamentos durante a pandemia de COVID-19 e ao seu apoio a uma liberdade de expressão absoluta e irrestrita, mas descreve-se a si próprio como centrista. Suas opiniões, no entanto, foram se tornando mais direitistas e conservadoras ao longo do tempo, às vezes sendo descritas como de extrema-direita. Os comentários e ações de Musk receberam críticas de alguns líderes mundiais.
No contexto da política americana, Musk apoiou candidatos democratas até 2022, altura em que votou num republicano pela primeira vez. Ele declarou apoio à renda básico universal, direitos às armas, liberdade de expressão, imposto sobre as emissões de carbono. Também expressou preocupação sobre questões como a inteligência artificial (IA)  e as alterações climáticas e tem sido um crítico do imposto sobre a riqueza, das vendas a descoberto, dos subsídios governamentais e da Wikipédia. Sendo ele próprio um imigrante sul-africano, Musk foi acusado de ser anti-imigração e culpa regularmente as políticas imigratórias pela entrada de imigrantes ilegais. Ele também é um pró-natalista que acredita que o declínio populacional é a maior ameaça à civilização e acredita nos princípios do cristianismo.
Musk promoveu várias teorias da conspiração e fez declarações controversas que levaram a acusações de sexismo, antissemitismo, transfobia, disseminação de desinformação e apoio ao orgulho branco. Ao descrever-se como um “pró-semita”, os seus comentários sobre George Soros e as comunidades judaicas foram condenados pela Liga Antidifamação e pela Casa Branca. A biografia de Musk escrita por Isaacson argumentou que algumas das suas opiniões de extrema-direita foram "parcialmente desencadeadas" pela transição de gênero da sua filha, Vivian Jenna Wilson. Musk foi criticado durante a pandemia de COVID-19 por fazer alegações epidemiológicas infundadas, desafiar as restrições e apoiar os protestos de caminhoneiros no Canadá contra a vacinação obrigatória.

## Política estadunidense

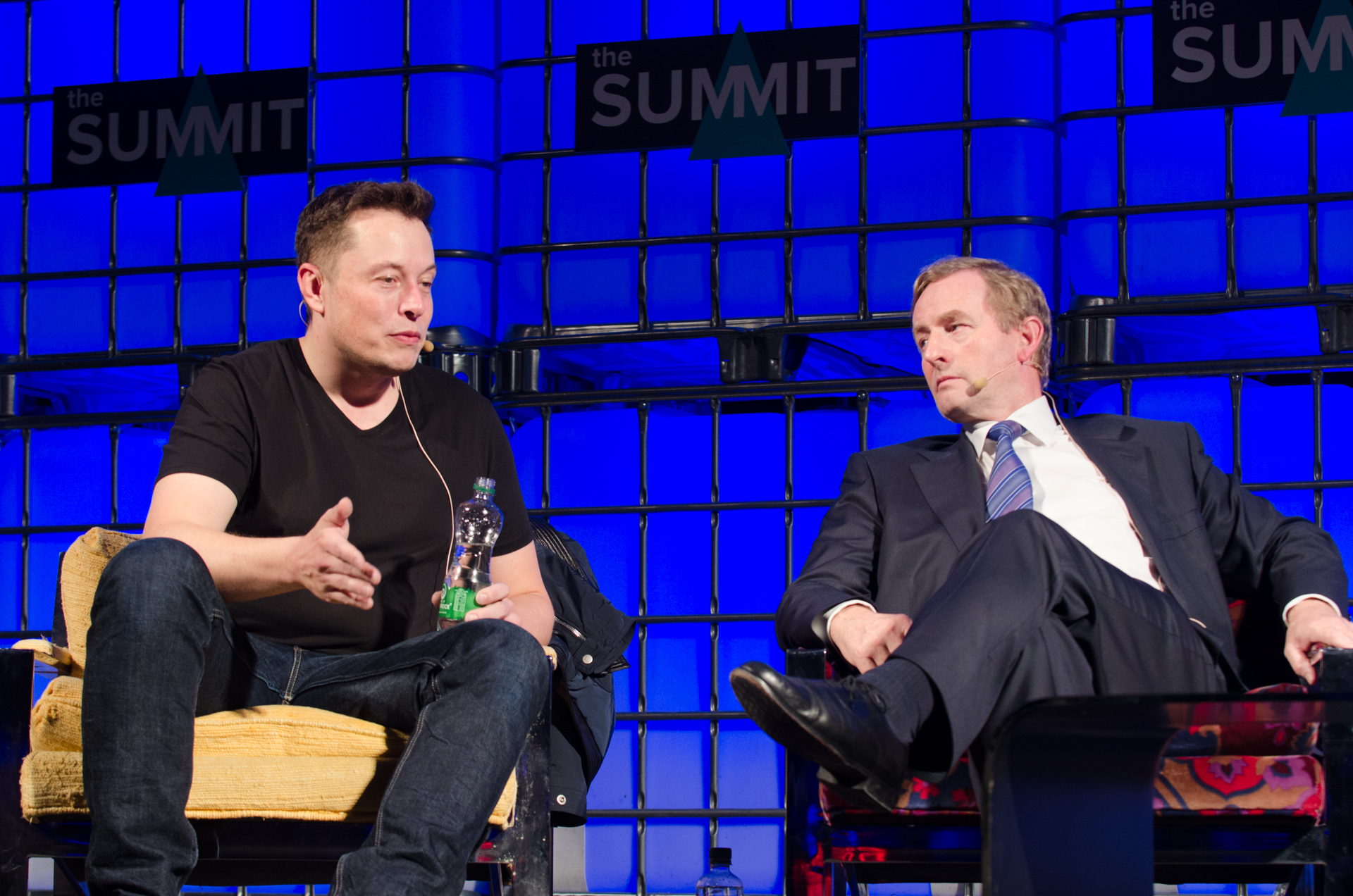
Musk com o primeiro-ministro irlandês Enda Kenny

As visões políticas de Musk são geralmente descritas como de direita e conservadoras. Embora anteriormente fosse considerado relativamente apolítico e moderado, ele passou a se posicionar mais a direita do espectro político e se tornou mais expressivo sobre suas opiniões, principalmente desde que adquiriu o Twitter em 2022. Ele é um caso isolado entre os executivos de mídia social que normalmente evitam a defesa política partidária. Musk compartilhou informações enganosas sobre as eleições norte-americanas e outras teorias da conspiração. Apesar disso, Musk ainda se descreve como politicamente moderado, rejeitando o rótulo de conservador.
Musk tem descrito os Estados Unidos como "[indiscutivelmente] o maior país que já existiu na Terra," descrevendo-o como sendo "a maior força do bem que qualquer país já foi." Musk acredita completamente que "não haveria democracia no mundo se não fosse pelos Estados Unidos," argumentando que houve "três ocasiões separadas no século XX onde a democracia teria caído - Primeira Guerra Mundial, Segunda Guerra Mundial, e Guerra Fria - se não fossem os Estados Unidos". Musk também declarou que acha "que seria um erro dizer que os Estados Unidos são perfeitos, certamente não são. Tem havido muitas coisas estúpidas e ruins que os Estados Unidos fizeram".

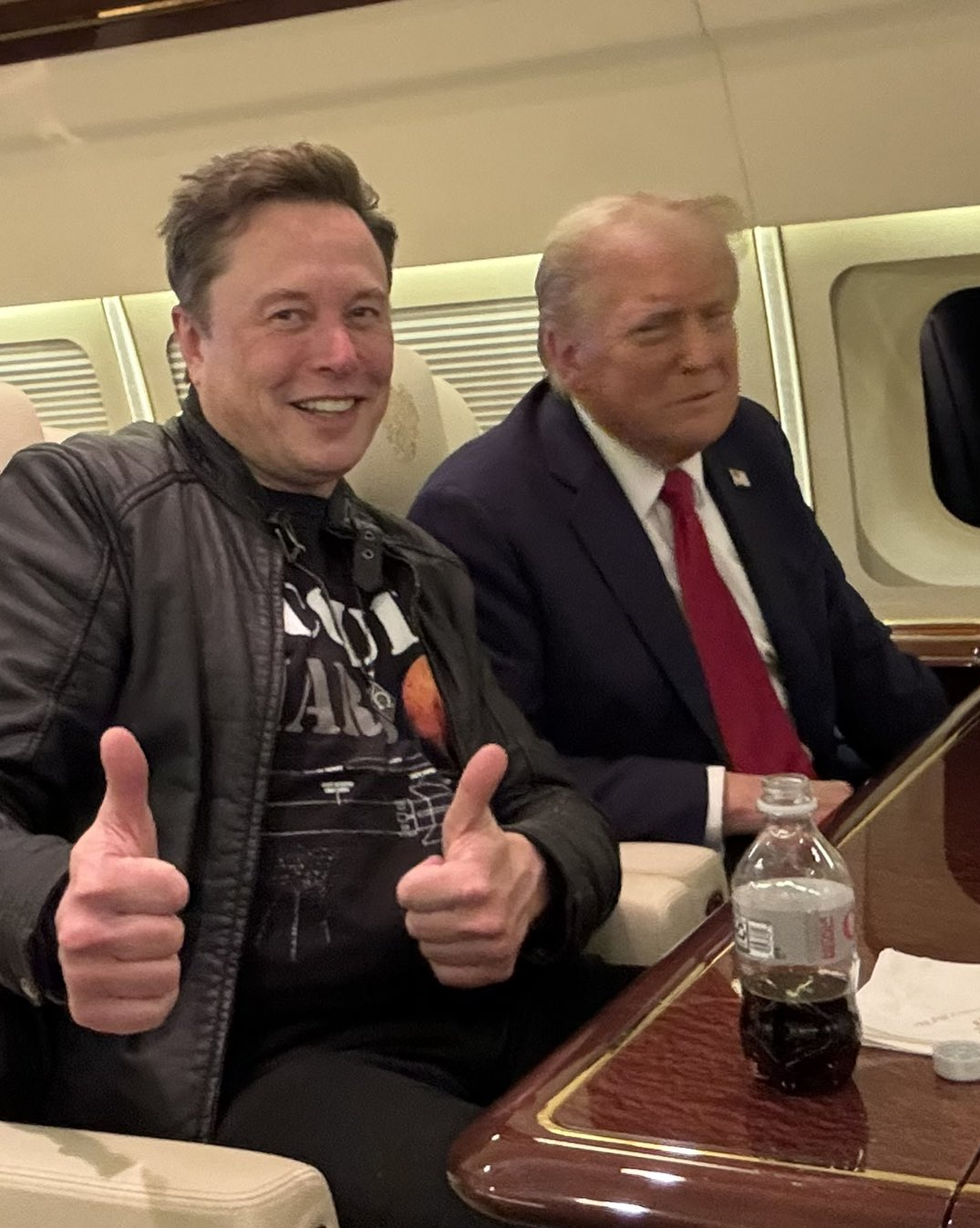
Musk com Donald Trump em 2024

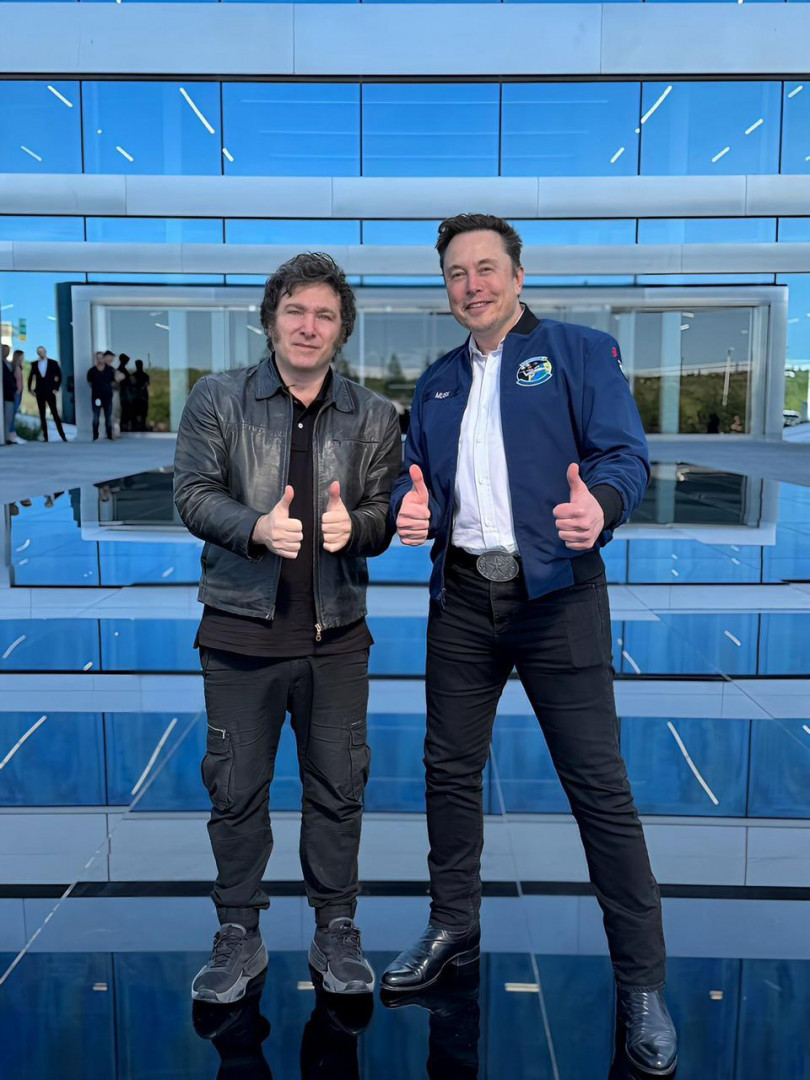
Javier Milei e Musk

Antes da eleição de Donald Trump como Presidente, Musk criticou o candidato ao dizer: "Estou um pouco certo de que ele provavelmente não seja o indivíduo certo. Ele não parece ter o tipo de caráter que reflete bem os Estados Unidos." Seguindo a inauguração do Donald Trump, Musk expressou aprovação pela escolha de Rex Tillerson por Trump como sendo Secretário de Estado e aceitou o convite de aparecer num painel consultivo do Presidente Trump. Sobre sua cooperação com Trump, Musk subsequentemente comentou: "Quanto mais vozes da razão o Presidente ouvir, melhor". Subsequentemente Musk demitiu-se de sua posição em Junho de 2017, como protesto à decisão de Trump de remover os Estados Unidos do Acordo de Paris sobre mudança climática.
Na eleição presidencial americana de 2024, Elon Musk anunciou apoio a Donald Trump e sua plataforma, doando dinheiro para sua campanha e participando de um comício na Pensilvânia. Trump venceu e foi empossado em janeiro de 2025. Musk foi nomeado por Trump como Administrador do Departamento de Eficiência Governamental, um órgão consultivo do governo que planejava "reduzir regulamentações excessivas e cortar gastos desnecessários".

### Saudação nazista
Musk esteve presente na posse de Donald Trump onde fez um discurso, durante o qual fez um gesto similar à saudação nazista, embora ele tenha negado a natureza do gesto. Vários meios de comunicação, incluindo a Associated Press, relataram que, independentemente do que Musk intencionou, seu gesto foi bem recebido por extremistas de direita e neonazistas.
Netanyahu defendeu Elon Musk e afirma que Musk foi "falsamente difamado" por suposta saudação nazista na posse de Trump: "Grande amigo de Israel".

### Lobbying

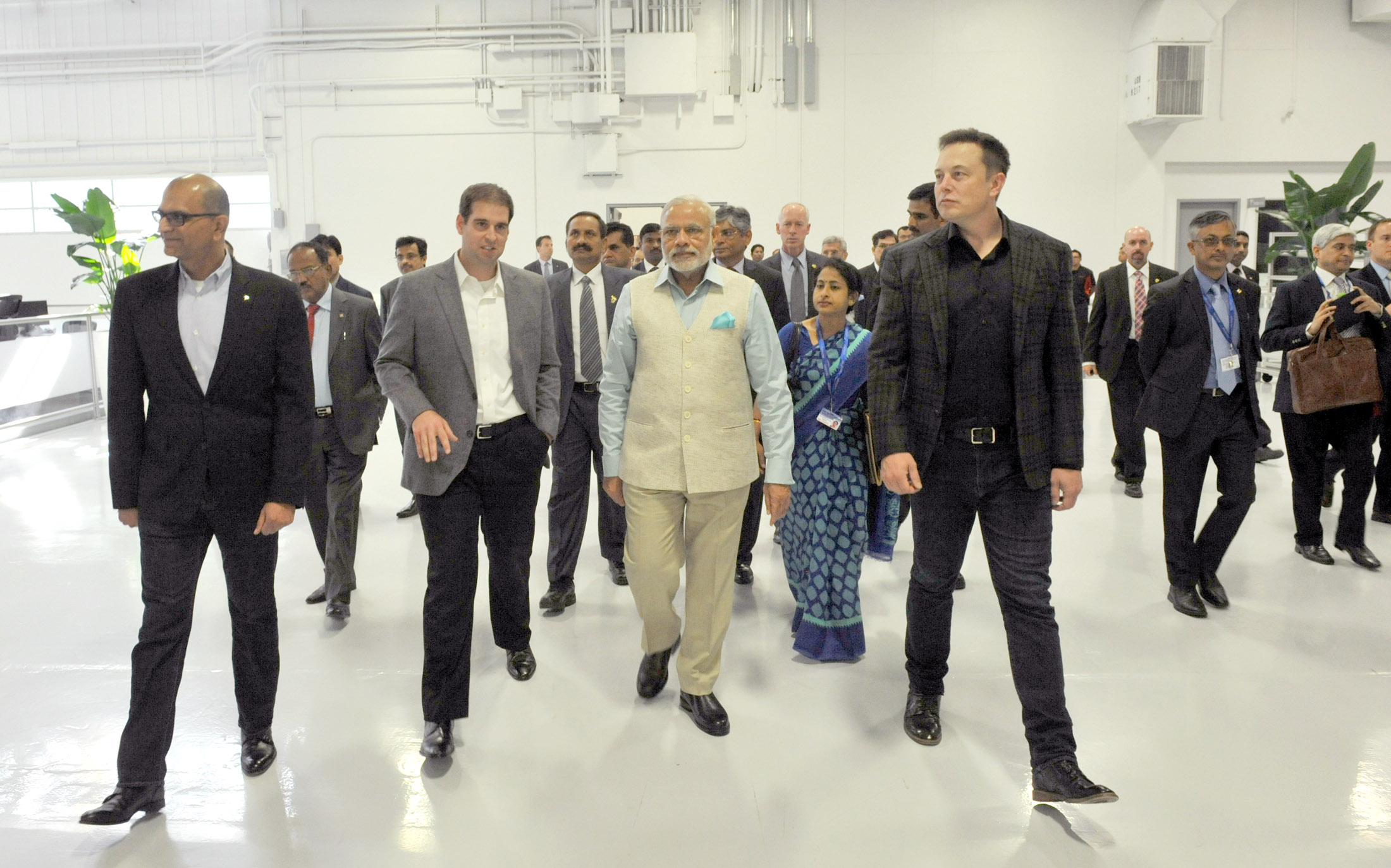
Musk com o primeiro-ministro indiano Narendra Modi

Numa entrevista no The Washington Post, Musk declarou ser um "significante (embora não de primeira linha) doador dos Democratas," mas também doa em grande quantidade aos Republicanos. Musk ainda declarou "para ter sua voz ouvida em Washington, é preciso fazer uma pequena contribuição."
Um relatório de 2012 da Sunlight Foundation, um grupo não partidário que rastreia os gastos do governo, descobriu que "a SpaceX investiu mais de 4 milhões de dólares em lobbying no Congresso desde que foi fundada em 2002 e distribuiu mais de 800 000 dólares em contribuições políticas" a Democratas e Republicanos. O mesmo relatório notou que "a campanha da SpaceX para ganhar apoio político tem sido sistemática e sofisticada," e que "ao contrário de muitas startups tecnológicas, a SpaceX tem mantido uma presença lobista significante em Washington desde o primeiro dia". O relatório ainda notou que "o próprio Musk doou cerca de 725 000 dólares para várias campanhas desde 2002. Em 2004, ele contribuiu 2 000 dólares à campanha de reeleição do Presidente George W. Bush, aumentando-a (para mais de 100 000 dólares) para a campanha de reeleição do Barack Obama e doou 5 000 dólares para o senador Marco Rubio, que representa a Flórida, um Estado crítico para a indústria aeroespacial. (...) Somado, Musk e SpaceX investiram cerca de 250 000 dólares no ciclo eleitoral de 2012". Adicionalmente, SpaceX contratou o ex-líder partidário Trent Lott para representar a empresa, via o grupo lobista de Washington Patton Moggs LLP. Junto da Patton Boggs LLP, SpaceX usa várias outras firmas lobistas externas, que trabalham com os lobistas da SpaceX.
Musk tem sido um apoiante do Political action committee dos EUA, FWD.us, que foi iniciado pelo empreendedor Mark Zuckerberg e advogados para a reforma da imigração. Entretanto, em Maio de 2013, Musk publicamente retirou seu apoio em protesto contra as propagandas que o PAC estava fazendo que apoiavas causas como o óleoduto de Keystone. Musk e outros membros, incluindo David O. Sacks, também saíram, criticando a estratégia como "cínica". Musk ainda declarou que, "não devemos dar isso à política. Se fizermos isso, teremos o sistema político que merecemos".
Em dezembro de 2013, Sean Becker, do website midiático/político Mic, chamou Musk de um "completo hipócrita," declarando que "[para] a época eleitoral de 2014, Musk contribuiu para o Longhorn PAC e o National Republican Congressional Committee - ambos que já financiaram campanhas de candidatos anticientíficos e antiambientalistas como a Rep. Michele Bachmann (R-Minn)". Musk já contribuiu diretamente com o Senador Republicano Marco Rubio, que já foi acusado de ter posições parecidas sobre a mudança climática.

### Subsídios
Musk já declarou não acreditar que o governo americano deva subsidiar empresas, mas em vez disso, deveria usar o imposto de carbono para cobrar a externalidade da poluição atmosférica e desencorajar "mau comportamento". Musk argumenta que o livre mercado conseguiria a "melhor solução" e que produzir veículos danosos ao meio ambiente viria com suas consequências. no entanto, suas empresas recebem bilhões de dólares de subsídios governamentais.
As declarações do Musk tem sido grandemente criticadas, com o professor Fred Turner, da Universidade Stanford, notou que "se você é um empreendedor como Elon Musk, você vai pegar o dinheiro onde conseguir, mas acreditar ao mesmo tempo, como uma matéria de fé, que empreendedorismo e tecnologia são fontes de mudança social, não o estado. Não é tanto autoilusão, mas há o hábito de pensar que um indivíduo como sozinho, independente e não reconhecendo os subsídios que recebeu. Isso ocorre direto no Vale do Silício". O autor Michael Shellenberger argumentou que "no caso do Musk, é difícil não ler isso como algo na defensiva. E acho que há um motivo financeiro para isso. Eles estão lidando com um monte de investidores quais subsídios não são bases para um negócio viável de longo prazo, e eles muito exageram a velocidade onde serão capazes de se tornarem independentes." Shellenberger continua, "todos iriamos ficar melhores se esses empreendedores fossem um pouco mais agradecidos, um pouco mais humildes." Enquanto o jornalista e autor Jim Motavalli, que entrevistou Musk para High Voltage, seu livro de 2011 sobre a indústria dos veículos elétricos, especulou que "Elon agora está olhando a partir do ponto de vista de um vencedor, e não quer ver outras pessoas vencerem porque elas receberam dinheiro do governo – E eu acho que as pessoas tem uma tendência, uma vez que foram bem sucedidas, de querer tirar a escada depois que subiram".
Em 2015, as declarações de Musk passaram por ainda mais escrutínio quando um artigo do LA Times alegou que SpaceX. Tesla, SolarCity e os que compraram seus produtos estavam projetados para receber em conjunto um total estimado de 4,9 bilhões de dólares em subsídios do governo no decorrer de vinte anos. Um exemplo é o estado de Nova Iorque, que está gastando 750 milhões de dólares para construir uma fábrica de painéis solares que serão arrendados à SolarCity por 1 dólar por ano. O acordo ainda inclui nenhum imposto de propriedade por uma década, numa avaliação de 260 milhões de dólares. Musk emprega um ex oficial do Departamento de Estado Americano como negociador chefe para a Tesla.
A Tesla Motors Inc., SolarCity Corp. e Space Exploration Technologies Corp., conhecidas como SpaceX, juntas se beneficiaram de um apoio governamental estimado em 4,9 bilhões de dólares, de acordo com dados compilados pelo The Times, uma variedade de incentivos governamentais que incluiu subsídios, incentivos fiscais, construção de fábricas, empréstimos com desconto e créditos ambientais que a Tesla pode vender, também inclui créditos fiscais e descontos para compradores de painéis solares e carros elétricos.

## Golpe de Estado na Bolívia
Em julho de 2020, após ser questionado no Twitter por um usuário que disse que "não estava no melhor interesse do povo" o "governo dos EUA organizar um golpe contra Evo Morales" para Musk "obter o lítio" da Bolívia, o empresário respondeu: "Nós daremos golpe em quem quisermos. Lide com isso". A mensagem foi apagada em seguida. Em outubro de 2020, Luis Arce, do mesmo partido de Evo Morales, foi o vencedor das eleições presidenciais da Bolívia, o que marcou o retorno do Movimento ao Socialismo (MAS) ao poder depois da deposição de Morales em 2019.

## Destino e religião
Quando perguntado se ele acreditava se "há algum tipo de destino envolvido" na transição da humanidade para uma espécie multiplanetária, em vez de "só física," Musk respondeu:
Bem, acredito. Eu acho que há algum tipo de inteligência mestre arquitetando todas essas coisas? Acho que provavelmente não, pois você teria de dizer: "De onde a inteligência mestre veio?" Então isso meio que levanta a questão. Então eu acho que você realmente pode explicar isso com as leis fundamentais da física. Você conhece este fenômeno complexo a partir de elementos simples.
Musk já declarou que não reza ou adora qualquer ser, apesar de anteriormente já ter admitido que havia rezado antes de um lançamento importante do Falcon 1, perguntando a "quaisquer entidades que [estejam] ouvindo" para "abençoar [o] lançamento". Quando perguntado se ele acreditava que "religião e ciência podem coexistir," Musk respondeu, "provavelmente não".

## Vida extraterrestre
Apesar de Musk acreditar de que "há uma boa chance de ter formas de vida simples em outros planetas," ele "questiona se há vida inteligente no universo conhecido". Musk esclareceu que sua "esperança é de que haja vida inteligente no universo conhecido," e declarou que é "mais provável do que não, mas é uma adivinhação completa".
Musk também já considerou a hipótese da simulação como uma solução em potencial ao paradoxo de Fermi:
A falta de qualquer vida notável pode ser um argumento em favor de estarmos numa simulação.... Tipo quando você está jogando um game de aventura e você pode ver as estrelas no fundo, mas nunca poderá chegar nelas. Se não é uma simulação, então talvez estejamos num laboratório onde alguma civilização alienígena avançada que esta apenas vendo como nos desenvolvemos, por curiosidade, como mofo em uma placa de Petri.... Se você olhar ao nosso nível de tecnologia atual, alguma coisa estranha deve ocorrer com as civilizações, e eu quero dizer: estranha num mal sentido. ... E pode haver muitas civilizações uni planetárias, mortas.

## Inteligência artificial
Musk tem frequentemente falado sobre os riscos em potencial da inteligência artificial, declarando isso como "a ameaça mais séria à existência da raça humana." Durante uma entrevista de 2014 no AeroAstro Centennial Symposium do MIT, Musk descreveu a IA como "a maior ameaça existência [da Humanidade]," ainda declarando, "Eu estou cada vez mais inclinado a pensar que deveria ter alguma supervisão regulatória, talvez num nível nacional ou internacional, só para ter certeza de que não venhamos a realizar algo muito idiota." Musk descreveu a criação da inteligência artificial como "convocar o demônio".
Apesar disso, Musk previamente investiu no DeepMind, uma empresa de IA, e Vicarious, uma empresa que trabalha para melhorar a inteligência artificial. Em janeiro de 2015, ele doou 10 milhões de dólares para o Future of Life Institute, uma organização focada nos desafios criados por tecnologias avançadas. Ele é copresidente do OpenAI, uma empresa não lucrativa para pesquisar a inteligência artificial.
Musk tem dito que seus investimentos são, "não do ponto de vista de tentar ter algum retorno financeiro... Eu gosto de só ficar em dia com o que rola com a inteligência artificial." Musk continuou, "Tem sido feitos muitos filmes sobre isso, sabe, como Terminator – onde ocorrem resultados assustadores. E nós devemos tentar fazer com que os resultados sejam bons, não maus".
Em junho de 2016, foi perguntado à Musk o que ele pensa sobre a ideia de Humanos viverem numa simulação computacional, o qual ele respondeu:
Eu acho que o argumento mais forte em favor de nós estarmos numa simulação seja o seguinte: 40 anos atrás nós tínhamos Pong – dois retângulos e um ponto. É onde estávamos. Agora, 40 anos depois, nós temos simulações em 3D foto realísticas com milhões de pessoas jogando simultaneamente e isso está ficando melhor todo ano. E logo teremos a realidade virtual, teremos a realidade aumentada. Se você assumir qualquer taxa de melhoramento, então os jogos vão se tornar indistinguíveis da realidade, apenas indistinguíveis.
Os avisos sombrios do Elon Musk sobre Inteligência Artificial o levaram a até algumas controvérsias. Ele e o fundador do Facebook Mark Zuckerberg já discutiram, com Mark chamando seus avisos de "irresponsáveis". Musk respondeu à censura do Zuckerberg dizendo que ele havia discutido sobre IA com Mark e descobriu que ele tem apenas um "entendimento limitado" sobre o assunto. Em 2014, Adam Elkus da Slate argumentou que "nossa IA 'mais inteligente' é tão inteligente quanto um bebê – e somente quando se refere à tarefas instrumentais como recolhimento de informações. Muitos roboticistas ainda estão tentando fazer um robô pegar uma bola ou correr sem cair." Elkus ainda disse que a analogia do Musk sobre "convocar o demônio" pode ser danosa, pois poderia levar à "cortes duros" no financiamento de pesquisa sobre IA.
O Information Technology and Innovation Foundation (ITIF), um think-tank de Washington, premiou seu Annual Luddite Award para "alarmistas divulgando o apocalipse da inteligência artificial"; seu presidente, Robert D. Atkinson, reclamou que Musk e outros dizem que IA é a maior ameaça existencial à Humanidade. Atkinson declarou que "Não é uma mensagem muito boa se você quiser conseguir financiamento para a IA do Congresso para o National Science Foundation." Nature discordou em grande parte com o ITIF num editorial em abril de 2016, ficando no lado do Musk, e concluindo: "É crucial que o progresso tecnológico seja feito com pesquisa sólida e com boas bases para antecipar os cenários que ela poderia causar... Se esta é uma perspectiva Ludita, que seja." Num editorial do The Washington Post em 2015, o pesquisador Murray Shanahan declarou que é improvável que uma IA de nível humano apareça "em breve," mas que mesmo assim "a hora de começar a pensar sobre as consequências é agora".

## Transporte público
Num evento da Tesla, à margem do Conference on Neural Information Processing Systems, em dezembro de 2017, Musk declarou que:
Acho que o transporte público é doloroso. É uma droga. Por que você quer entrar em algo junto de um monte de gente, que não saem quando você quer que saiam, não começa quando você quer que comece, não termina quando você quer que termine? E não funciona direto. [...] É uma grande porcaria. Esse é o porquê de todos não gostarem disso. E tem um monte de estranhos aleatórios, um dos quais podem ser um serial killer, OK, ótimo. E esse é o motivo das pessoas gostarem de transporte individualizado, que vai aonde você quer, quando quiser.
Depois, ele rejeitou uma resposta dum membro da audiência de que o transporte público funciona de forma efetiva no Japão.
Seu comentário disparou um criticismo generalizado tanto do público quanto de experts em transporte. Brent Toderian, expert em planejamento urbano, começou a hashtag #GreatThingsThatHappenedonTransit que foi largamente utilizada por usuários do Twitter com o objetivo de desfazer a noção de Musk de que todo mundo odeia o transporte público. Yonah Freemark, um urbanista e jornalista especializado em planejamento e transporte, resumiu as visões de Musk sobre transporte público como sendo "É terrível. Você pode ser morto. Trens japoneses são terríveis. Transporte individualizado para todo mundo! Trânsito? Demanda induzida? Impactos da mudança climática? Ruas onde não se pode andar? Quem liga!".
Jarrett Walker, um expert em transporte público conhecido e consultor de Portland, disse que "o ódio de Musk sobre dividir espaço com estranhos é uma luxo (ou patologia) que apenas os ricos podem lidar," referindo-se à teoria de que fazer o planejamento das cidades levando em conta apenas as preferências de uma minoria geralmente não funciona para a maioria. Musk respondeu com "Você é um idiota," depois dizendo "Desculpe-me [...] Quis dizer, 'idiota hipócrita'". A conversa recebeu uma quantidade significante de atenção da mídia e levou ao ganhador do Prêmio Nobel, Paul Krugman a comentar sobre a controvérsia, dizendo que, aparentemente, "Você é um idiota" é a ideia do Musk de um argumento convincente.

## COVID-19
Musk tem recebido críticas sobre suas visões e ações sobre a pandemia de COVID-19. No dia 31 de janeiro de 2020, ele conectou alguns aspectos da COVID-19 com a gripe comum e declarou que "o pânico do coronavírus é besteira", e que "o perigo do pânico é maior que o perigo do corona. Se passarmos a maior parte dos recursos médicos para essa doença, isso será ao custo do tratamento de outras doenças". Musk também tem sido criticado por tweetar alegações contestadas sobre a doença, incluindo a de que as "Crianças são essencialmente imunes, mas idosos com condições preexistentes são vulneráveis", o que foi acompanhado por um gráfico mostrando que nenhuma criança havia morrido na Itália até 15 de março e por dizer que "Baseado no que está ocorrendo, provavelmente não terá nenhum caso novo ao final de abril." Em adição, ele promoveu artigos sugerindo que empresas de saúdes estariam inflando os números de casos do COVID-19 por motivos financeiros, promoveu um artigo sobre os benefícios da cloroquina que foi desacreditado e retirado do Google e retweetou um vídeo chamando pelo fim das medidas de distanciamento social, adicionando que "os médicos tem bons argumentos".

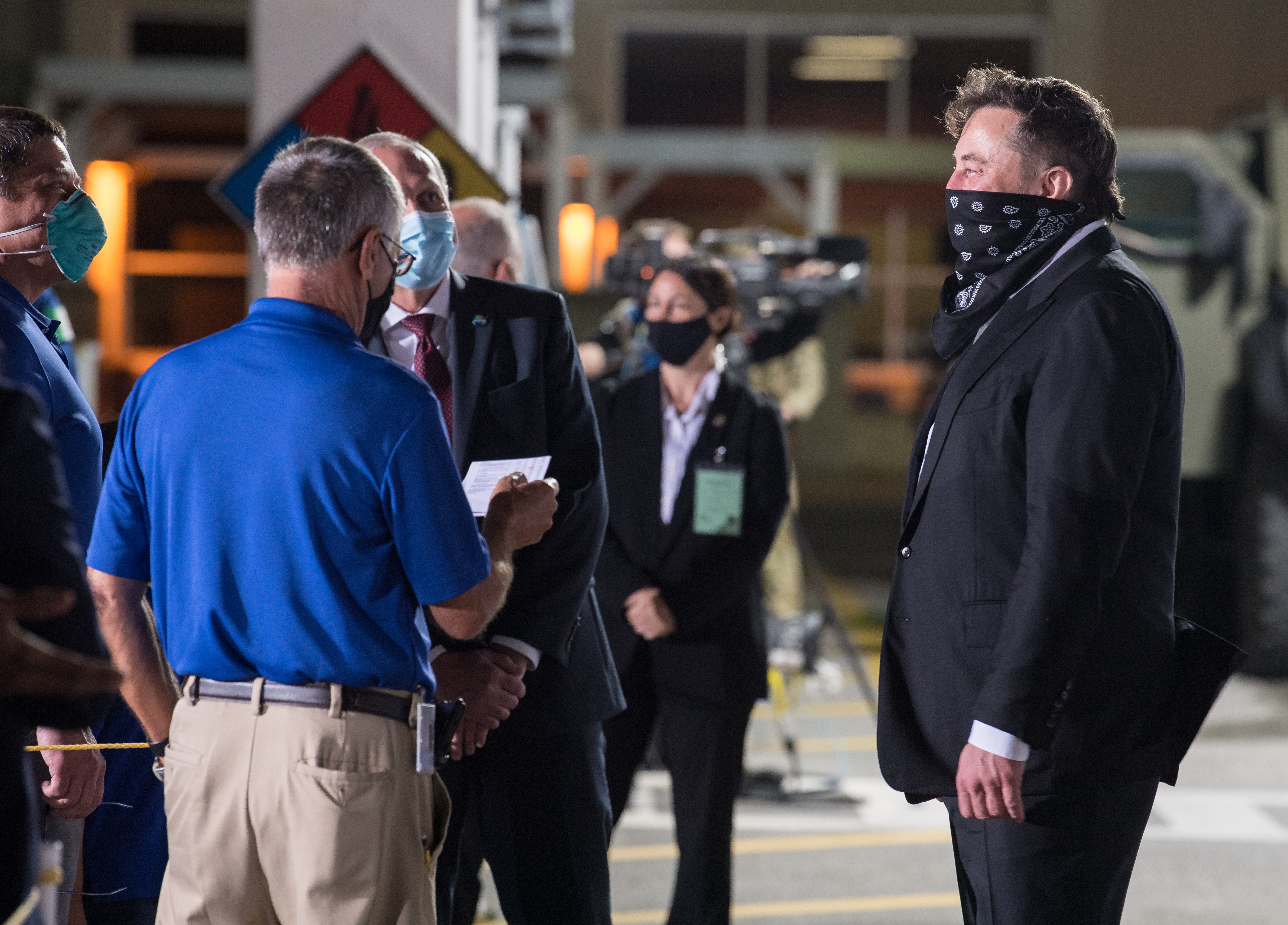
Musk usando uma bandana como máscara facial durante a pandemia de COVID-19

Quando o Escritório do Xerife do Condado de Alameda ordenou que todos os serviços não essenciais fossem fechados, Musk e a Tesla inicialmente refutaram a ordem, argumentando que a produção de veículos e a infraestrutura elétrica são setores críticos, citando o Departamento de Segurança Nacional dos Estados Unidos.
Musk chamou o lockdown de 'fascismo' numa chamada de rendimentos da Tesla, declarando:
Se alguém quiser ficar em casa, ótimo. Eles deveriam poder ficar em suas casas e não obrigados a sair. Mas dizer que eles não podem deixar suas casas e que serão presos se o fizerem, isso é fascismo, não democracia, nem liberdade. Devolva a maldita liberdade das pessoas.Original (em inglês): Elon Musk— If somebody wants to stay in their house, that's great. They should be allowed to stay in their house and should not be compelled to leave, but to say that they cannot leave their house, and they will be arrested if they do, this is fascist, this is not democratic, this is not freedom. Give people back their goddamn freedom.  (em inglês)
Posteriormente Musk lançou vários tweets opondo aos lockdowns mandatórios, tais como "FREE AMERICA NOW".
No dia 11 de maio, Musk reabriu a linha de produção da Tesla em Fremont num ato de desafio contra as ordens do Condado de Alameda, mas respeitando as regras sanitárias do Estado da Califórnia. No mesmo dia ele tweetou: a "Tesla está reiniciando a produção contra as regras do Condado de Alameda. Estarei na linha como todo mundo. Se alguém for preso, só peço que seja eu". Além disso, Musk anunciou que a Tesla estaria movendo seu quartel general para o Texas ou Nevada e que a empresa havia iniciado um processo contra o Condado de Alameda, desafiando o "desligamento" da fábrica de Fremont, processo este que foi posteriormente abandonado. O Departamento de Saúde Pública do Condado de Alameda explicou que estava esperando pelo plano prometido pela empresa que entregaria no dia 11 de maio onde explicaria como protegeria a saúde dos trabalhadores durante a pandemia. Na abertura de segunda-feira, 18 de maio, havia sido colocado para aprovação da Testa—a mesma data qual a Fiat Chrysler, Ford Motor Company e a General Motors também recomeçariam a produção. No dia 2 de junho de 2020, um trabalhador da Tesla foi testado positivo para COVID-19 depois da abertura da fábrica em Buffalo, Nova Iorque, o primeiro caso desde que a empresa reabriu suas fábricas nos EUA.

## Acusações de antissemitismo
O governo israelense e vários meios de comunicação acusaram Musk de semear o antissemitismo devido à sua promoção de teorias da conspiração sobre George Soros, embora alguns funcionários israelenses tenham defendido Musk e negado que sua crítica a Soros fosse antissemita.
Em 15 de novembro de 2023, o usuário do Twitter Charles Weber, que se identifica como um conservador judeu, postou um vídeo do StopJewishHate.org condenando a frase "Hitler estava certo"; Weber legendou o vídeo: "Para os covardes que se escondem atrás do anonimato da internet e postam 'Hitler estava certo': Vocês têm algo a dizer? Por que não dizem na nossa cara?". Em resposta, um segundo usuário postou: "Ok. As comunidades judaicas têm promovido exatamente o tipo de ódio dialético contra os brancos que afirmam querer que as pessoas parem de usar contra eles. Estou profundamente desinteressado em dar a mínima agora sobre as populações judaicas ocidentais chegando à perturbadora realização de que aquelas hordas de minorias que apoiam a invasão do país deles não gostam muito deles. Você quer a verdade dita na sua cara, aí está." Para esse segundo usuário, Musk respondeu: "Você disse a verdade de fato". Musk esclareceu ainda que não acredita que "todas as comunidades judaicas" odeiem os brancos, mas criticou especificamente a Liga Antidifamação (ADL). Ele também tuitou que sua crítica se aplica a mais grupos judaicos além da ADL, mas não era uma declaração geral contra todas as comunidades judaicas: "Você está certo que isso não se estende a todas as comunidades judaicas, mas também não está limitado apenas à ADL".
O primeiro tweet foi amplamente considerado como ecoando sentimentos nacionalistas brancos e afirmando outra teoria da conspiração antissemita de que os judeus promovem "ódio contra os brancos". No dia seguinte, Musk fez um tweet que os críticos consideraram como apoio ao orgulho branco. Anunciantes se distanciaram de seus tweets.
Musk reconheceu em uma entrevista ao jornalista Andrew Ross Sorkin que um de seus tweets — o que afirmava uma teoria da conspiração antissemita — foi um erro, dizendo "Eu entreguei uma arma carregada para aqueles que me odeiam e para aqueles que são antissemitas, e por isso estou muito arrependido." Musk descreveu seu tweet como "uma das coisas mais tolas, senão a mais tola, que já fiz." Em janeiro de 2024, Musk visitou o campo de concentração de Auschwitz com o presidente da Associação Judaica Europeia, o comentarista político conservador Ben Shapiro e o sobrevivente do Holocausto Gidon Lev. Ele também falou em uma conferência sobre o crescente antissemitismo. O New York Times descreveu a viagem como parte de uma "turnê de reabilitação de imagem".

Musk fazendo um gesto durante a segunda posse de Donald Trump antes de dizer "meu coração está com vocês". O gesto foi amplamente descrito como uma saudação fascista ou nazista.

Em seu discurso durante a segunda posse de Donald Trump, Musk bateu a mão direita sobre o peito, com os dedos abertos, e depois estendeu o braço direito para frente, de forma enfática, em um ângulo ascendente, com a palma para baixo e os dedos juntos. Ele repetiu o gesto em direção à plateia que estava atrás dele. Ao finalizar os gestos, disse à multidão: "Meu coração está com vocês". O gesto foi interpretado como uma saudação nazista ou fascista por muitas pessoas, incluindo as políticas Yolanda Díaz, Alexandria Ocasio-Cortez e Jerry Nadler [en], além da historiadora do fascismo Ruth Ben-Ghiat [en]. O primeiro-ministro israelense, Benjamin Netanyahu, o defendeu e disse que Musk foi "falsamente difamado".
Musk respondeu no Twitter dizendo: "A tática de 'todo mundo é Hitler' está tão ultrapassada", mas não negou explicitamente as acusações. A Liga Antidifamação (ADL) afirmou que Musk não fez uma saudação nazista, mas sim "um gesto desajeitado em um momento de entusiasmo". No entanto, o ex-diretor nacional da ADL, Abraham Foxman [en], descreveu o gesto como uma "saudação nazista Heil Hitler". Quando questionado sobre sua opinião a respeito da resposta da ADL, Foxman declarou: "Minha [afirmação] fala por si mesma". A Associated Press relatou que, independentemente da intenção de Musk, a saudação foi amplamente celebrada por extremistas de direita.